# 納什維爾 (密歇根州)
納什維爾（英語：Nashville）是位於美國密歇根州巴里縣的一個村。

## 人口
根據2020年美國人口普查的數據，納什維爾的面積為5.74平方千米，當中陸地面積為5.46平方千米，而水域面積為0.28平方千米。當地共有人口1537人，而人口密度為每平方千米267人。